# 녹산중학교
녹산중학교(菉山中學校)는 대한민국 부산광역시 강서구 녹산동에 있는 사립 중학교이다.

## 학교 연혁
- 1949년 9월 10일 : 진영 한얼중학교 녹산분교 개교
- 1953년 4월 10일 : 녹산중학교 설립
- 1953년 4월 10일 : 초대 윤대룡 이사장 취임
- 1954년 2월 23일 : 녹산중학교 제1회 졸업(62명)
- 1954년 12월 22일 : 학교법인 한얼학원 녹산중학교 설립인가
- 1998년 4월 30일 : 본관 2,3층 6교실 증축 준공
- 2004년 12월 27일 : 향기로핀 도서관 『푸르뫼』 개관
- 2008년 10월 22일 : 생활체육시설 개장
- 2010년 2월 10일 : 다목적 강당(늘푸른관) 준공
- 2013년 4월 29일 : 윤원호 이사장 취임
- 2023년 6월 5일 : 학교법인 도남학원으로 명칭 변경
- 2023년 7월 21일 : 과학실 현대화 사업 준공
- 2024년 1월 4일 : 제71회 졸업식 거행 (15명) 졸업생 총수 7,209명
- 2024년 3월 1일 : 제16대 박명규 교장 취임
- 2024년 3월 4일 : 입학식

## 참고 자료
- 녹산중학교 - 한국교육학술정보원 학교알리미